# 阿尔察赫省
阿尔察赫省是亚美尼亚王国于公元前189年至公元387年间统治的第10个省份，自387年起成为波斯萨珊王朝高加索阿尔巴尼亚一部，7世纪至9世纪受阿拉伯人统治。821年此地建立哈琴公国，1000年前后成为阿尔察赫王国，是突厥人入侵此地区后维持自治最久的地区之一。